# یوموری تپه
یوموری تپه مربوط به دوران‌های تاریخی پس از اسلام است و در شهرستان میانه، بخش کاغذ کنان، روستای چلاقلو واقع شده و این اثر در تاریخ ۱۰ خرداد ۱۳۸۲ با شمارهٔ ثبت ۸۹۰۳ به‌عنوان یکی از آثار ملی ایران به ثبت رسیده است.